# Bethlen Gergely (főkapitány)
Bethlen Gergely (1641–1697. november 27.) erdélyi főnemes, Bethlen Ferenc Alsó-Fehér vármegye főispánjának fia, Bethlen Farkas testvére.

## Pályafutása
A pártharcokban II. Rákóczi György, majd Kemény János híve volt. 
Kemény János halála után egyike volt azoknak az uraknak, akik 1662-ben az aranyosmedgyesi gyűlésen fejedelemmé választották Kemény Simont, és Bécs támogatását kérték hozzá, azzal az indoklással, hogy „sem Apafit, sem más török tette fejedelmet őfelsége nem szenved el, sőt az országnak protectióját continuálni akarja.”
I. Apafi Mihály 1676-ban Udvarhelyszék főkapitányává nevezte ki; a kortárs gróf Bethlen Miklós nem volt jó véleménnyel ezen tevékenységéről: „bírta 20 esztendeig, annak a széknek nagy nyomorításával. 20 esztendő alatt soha Búnról rá nem érkezett, hogy törvényes derékszéket üljön csak egyszer is.”  1691. január 16-án a fogarasi országgyűlésen az ország főgenerálisává nevezték ki, a kinevezést I. Lipót 1692-ben erősítette meg.
Tagja volt annak a küldöttségnek, amely 1688-ban meghatalmazást kapott Antonio Caraffa katonai főbiztossal való tárgyalásra, és fenyegetés hatására aláírta a fogarasi nyilatkozatot.
1691-ben ő volt a vezetője annak a májusban indított, decemberben visszatért bécsi követségnek, amely a Diploma Leopoldinum néhány pontjának módosítását próbálta elérni.

## Családja
Bethlen Ferenc és Kemény Kata fia. Felesége torockószentgyörgyi Thoroczkay Mária (1652–1698) volt. Egyik lánya, Klára Bánffy György gubernátor felesége lett. A kormányzó közreműködésével II. Apafi Mihály eljegyezte, majd 1695-ben feleségül vette Bethlen Gergely másik leányát, Bethlen Katalint.